# 拓跋略
拓跋 略（たくばつ りゃく、生年不詳 - 480年）は、北魏の皇族。広川荘王。

## 経歴
文成帝と曹夫人のあいだの子として生まれた。472年（延興2年）11月、広川王に封じられた。位は中都大官となり、刑事裁判の公平なことで知られた。480年（太和4年）、死去した。諡は荘といった。
子に拓跋諧があった。

## 伝記資料
- 『魏書』巻20 列伝第8
- 『北史』巻19 列伝第7